# Gustave Alaux (architecte)
Pour les articles homonymes, voir Gustave Alaux et Alaux.
Jean-Paul Louis Gustave Alaux est un dessinateur et architecte français, né le 29 novembre 1816, à Bordeaux, et mort le 23 mars 1882, à Bordeaux.

## Biographie
Gustave Alaux est issu d'une longue lignée de peintres remontant au XVIIIe siècle. Son père, Jean Paul Alaux, dit Gentil Alaux, a été le directeur de l'école des beaux-arts de Bordeaux. Il est professeur de dessin au lycée de Bordeaux de 1807 à 1858, ainsi qu'à l'institution des Sourdes-muettes.
Il a été l'élève de l'architecte Gabriel-Joseph Durand (1792-1858), architecte de la ville de Bordeaux, fils de Gabriel Durand, maître maçon, entrepreneur qui a été un collaborateur de Victor Louis quand il était à Bordeaux, entre 1773 et 1780.
Il travaille comme dessinateur pour Joseph-Adolphe Thiac, architecte du département de la Gironde, pendant la construction du palais de justice de Bordeaux. Il est nommé inspecteur pour suivre les travaux des prisons, jusqu'en 1844. Puis il se rend à Paris où il séjourne un an.
De retour en Gironde, il dirige la construction des ponts de Groléjac, Siorac et Sarlat-la-Canéda.
Il va alors entreprendre une carrière d'architecte. Disciple de Eugène Viollet-le-Duc et ami de Lassus, il devient à Bordeaux un des principaux tenants du courant rationaliste néo-gothique.
Il a construit 70 églises et chapelles. La Compagnie du Midi l'a appelé pour participer à la construction de la ville d'Arcachon. 
En 1857 il est membre de la Commission des monuments historiques et des bâtiments de la Gironde. En 1863, il a été un des fondateurs de la Société des architectes de Bordeaux, qu'il a présidée entre 1873 et 1875. Il a dirigé la construction des bâtiments de la Banque de France de Bordeaux.
Son atelier d'architecte et celui de son fils Michel, reconnaissables aux grandes baies horizontales superposées, se situent dans leur résidence du 44-46 rue Turenne, dans l'ensemble de maisons qu'il fit bâtir à la façon anglaise en retrait de la rue, précédée d'un jardinet fermé par une grille, dont les éléments architecturaux (lucarnes, croisées, demi-croisées, bossages, fers forgés...) sont des références historiques allant du Moyen Âge jusqu'à l'époque Louis XIII.

## Ouvrages principaux
- Église paroissiale Saint-Léger[2], à Couthures-sur-Garonne, sur des plans dressés en 1849, corrigés par Viollet-le-Duc en 1851 et réalisée en 1851. Les voûtes ont été construites en 1873 ;
- Église Saint-Paulin-et-Saint-Cyr, à Saint-Ciers-sur-Gironde, en 1854-1856 ;
- Église Saint-Jean-d'Étampes, à La Brède, construit dans le style néo-roman, entre 1854 et 1864[3] ;
- Château de Lagrange, au nord de Blaye ;
- Chapelle du séminaire[4] de Montlieu-la-Garde, en 1860 ;
- Église paroissiale Saint-Pierre[5], à Morcenx, en 1860 ;
- Chapelle de l'école de la Croix[6], à Villeneuve-sur-Lot, en 1864 ;
- Prieuré de bénédictins Saint Denis[7] à Saint-Denis-d'Oléron ;
- Église paroissiale Saint-Vincent[8], à Mérignac ;
- Église paroissiale Saint-Vincent[9], à Sallebœuf ;
- Église paroissiale Saint-Romain[10], à Soussans ;
- Église paroissiale Saint-Jean-Baptiste[11], à Cocumont ;
- Église paroissiale Saint-Michel-Saint-Cybard[12], à Meilhan-sur-Garonne ;
- Église paroissiale Saint-Jean-Baptiste[13], à Montesquieu ;
- Église paroissiale Saint-Georges[14], à Birac-sur-Trec ;
- Église paroissiale Saint-Félix[15], à Aiguillon ;
- Église paroissiale Sainte-Livrade, Sainte-Livrade-sur-Lot ;
- École de Sœurs de la Providence de Saintes Saint Eutrope, dite École de la Providence, puis Institution Jeanne d'Arc[16], à Cognac, en 1868 ;
- Restauration de l'église paroissiale Saint-Martin, à Arces ;
- Clocher de l'église paroissiale Notre-Dame-de-l'Assomption du Château-d'Oléron[17] ;
- Clocher de l'église de Mortagne-sur-Gironde[18] ;
- Chapelle du couvent des dames blanches[19], à La Rochelle, en 1878
- Demeure[20] à Le Taillan-Médoc ;
- Moulin et belvédère dit la Tour de Poupot, à Saint-Fort-sur-Gironde ;
- Château de Boussac[21], à Bazens ;
- Château de Saint-Maigrin, à Saint-Maigrin ;
- Château Saint-Bernard, à Touvérac ;
- Château des Salles, à Saint-Fort-sur-Gironde, en 1864[22] ;
- Restauration du château de Goulens, en 1878.

## Famille
Il est le fils de Jean Paul Alaux, dit Gentil Alaux (1788-1858), artiste peintre, et Marie-Anne, dite Eugénie, Gué (1787-1868), artiste peintre.
Il s'est marié en 1850 avec la peintre Jenny Gué (1832-1909), artiste peintre, fille de Julien-Michel Gué, dit Chéri Gué, (1789-1843), second prix de Rome et décorateur du théâtre de la Gaîté-Lyrique, dont il a eu quatre enfants :
- Michel Alaux (1850-1935), architecte, père de Jean-Paul Alaux (1876-1955) et  François Alaux (1878-1952);
- Daniel Alaux (1853-1933), artiste peintre, père de Gustave Alaux (1887-1965) ;
- Guillaume Alaux (1856-1912), artiste peintre ;
- Juliette Alaux (1862-1912).